# Mavuba Mafuila
Mavuba Mafuila (15. prosince 1949, Kinshasa – 30. listopadu 1997 Francie) byl konžský fotbalový útočník. Jeho synem je bývalý fotbalista Rio Mavuba, který hrál i za AC Sparta Praha.

## Fotbalová kariéra
Byl členem reprezentace Zairu na Mistrovství světa ve fotbale 1974, ale do utkání nezasáhl. Na klubové úrovni hrál za AS Vita Club, se kterým získal 7krát mistrovský titul.